# Micropeza sagittifer
Micropeza sagittifer är en tvåvingeart som beskrevs av Cresson 1926. Micropeza sagittifer ingår i släktet Micropeza och familjen skridflugor. Inga underarter finns listade i Catalogue of Life.